# Томас Гушке
Томас Гушке (нім. Thomas Huschke, 29 грудня 1947) — німецький велогонщик.
Срібний призер Олімпійських Ігор 1972 року в командній гонці переслідування, бронзовий призер 1976 року в індивідуальній гонці переслідування.
Чемпіон світу з велоперегонів на треку 1975 року в індивідуальній гонці переслідування, срібний призер 1970 (командна гонка переслідування), 1971 (командна гонка переслідування), 1974 (командна гонка переслідування) років, бронзовий призер 1974 (індивідуальна гонка переслідування), 1975 (командна гонка переслідування) років.